# Platte Heide
Platte Heide liegt im Westen der nordrhein-westfälischen Stadt Menden (Sauerland), Märkischer Kreis. Die Besiedlung des Gebiets begann 1932.
Am 1. Juli 2017 hatte der „Ortsteil Platte Heide“ 5581 Einwohner.

## Kirchen

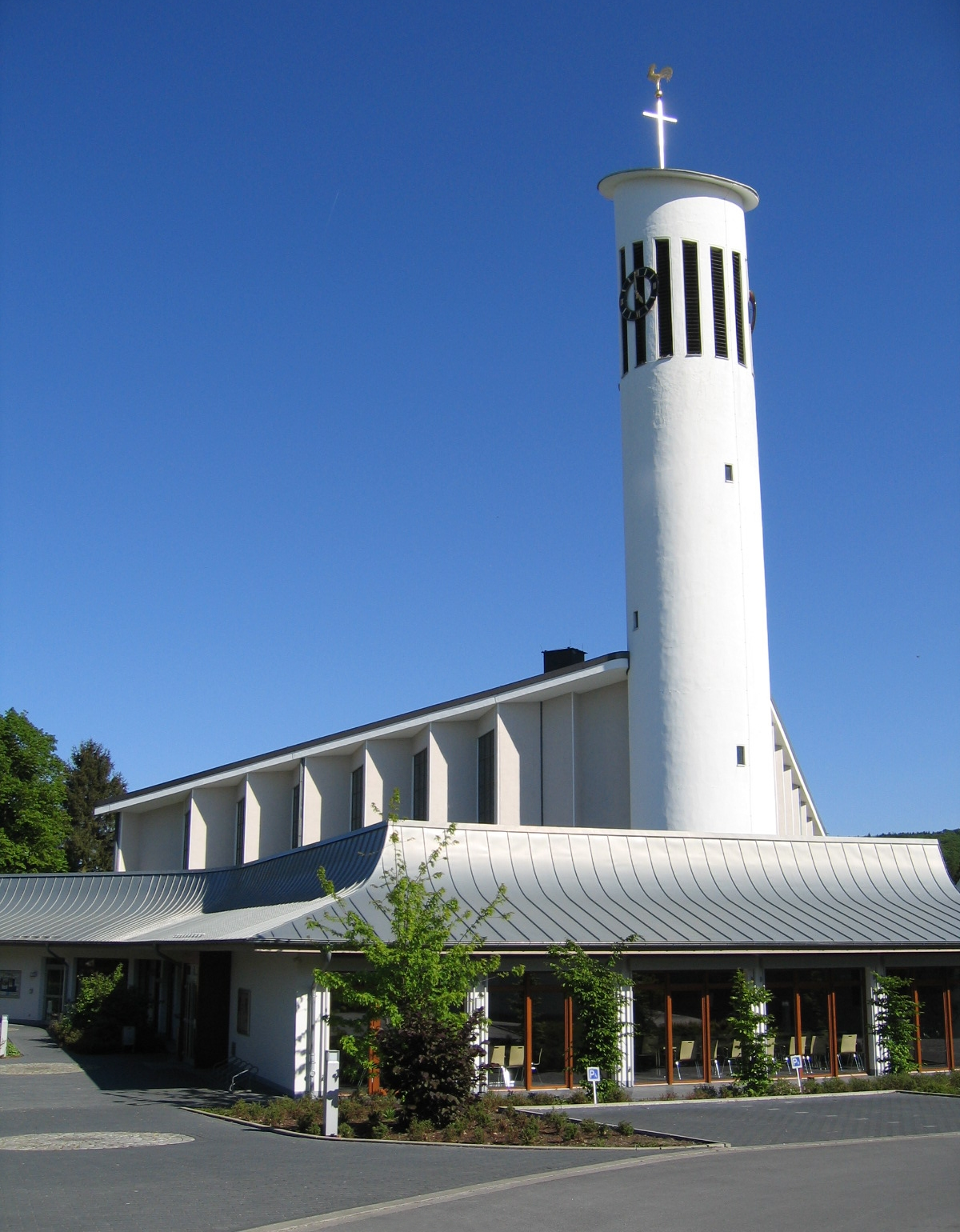
Katholische Kirche St. Marien

Es gibt eine evangelische und eine katholische Kirche. Die evangelische Kirche ist das Paul-Gerhardt-Haus, die katholische Kirche ist die St.-Marien-Kirche.

## Schulen und öffentliche Einrichtungen
Die Bodelschwinghschule ist die örtliche Grundschule, die Bonifatiusschule die ehemalige Hauptschule. Der Treffpunkt Platte Heide ist eine öffentliche Kinder- und Jugendfreizeitstätte.

## Vereine
Der VfL Platte Heide bietet Sportarten von Fußball über Kampfsport bis Handball und Turnen an. Der älteste Verein ist der als Kleinsiedlerverein 1932 gegründete Siedler- und Bürgerverein Platte Heide 1932 e. V., der sich auf der Jahreshauptversammlung 2016 in SBV Forum Platte Heide e. V. umbenannt hat.
Weitere Vereine sind der Schützenverein Platte Heide 1959 e. V., der Schützenverein Heideschützen (Gründungsjahr 1968), der Tischtennisverein TTV Menden-Platte Heide 1959 e. V., der Männergesangverein MGV Heiderose und der Förderverein des Paul-Gerhardt-Kindergarten (Gründungsjahr 2004).